# Square Émile-Borel
Pour les articles homonymes, voir Émile Borel et Borel.
Le square Émile-Borel est un ancien square du 17e arrondissement de Paris créé en 1968 et fermé en 2012 dans le cadre de la Zac Porte Pouchet.

## Origine du nom
Ce square portait le nom du scientifique et homme politique Émile Borel (1871-1956).

## Historique
Sa superficie était de 6 550 m². En 2018, le square fait place à des bâtiments de bureaux dont la construction a démarré en 2016.
En 2020, à quelques mètres est créé le jardin Hans-et-Sophie-Scholl.